# Naissance en 1143
Naissance
- 1139
- 1140
- 1141
- 1142
- 1143
- 1144
- 1145
- 1146
- 1147

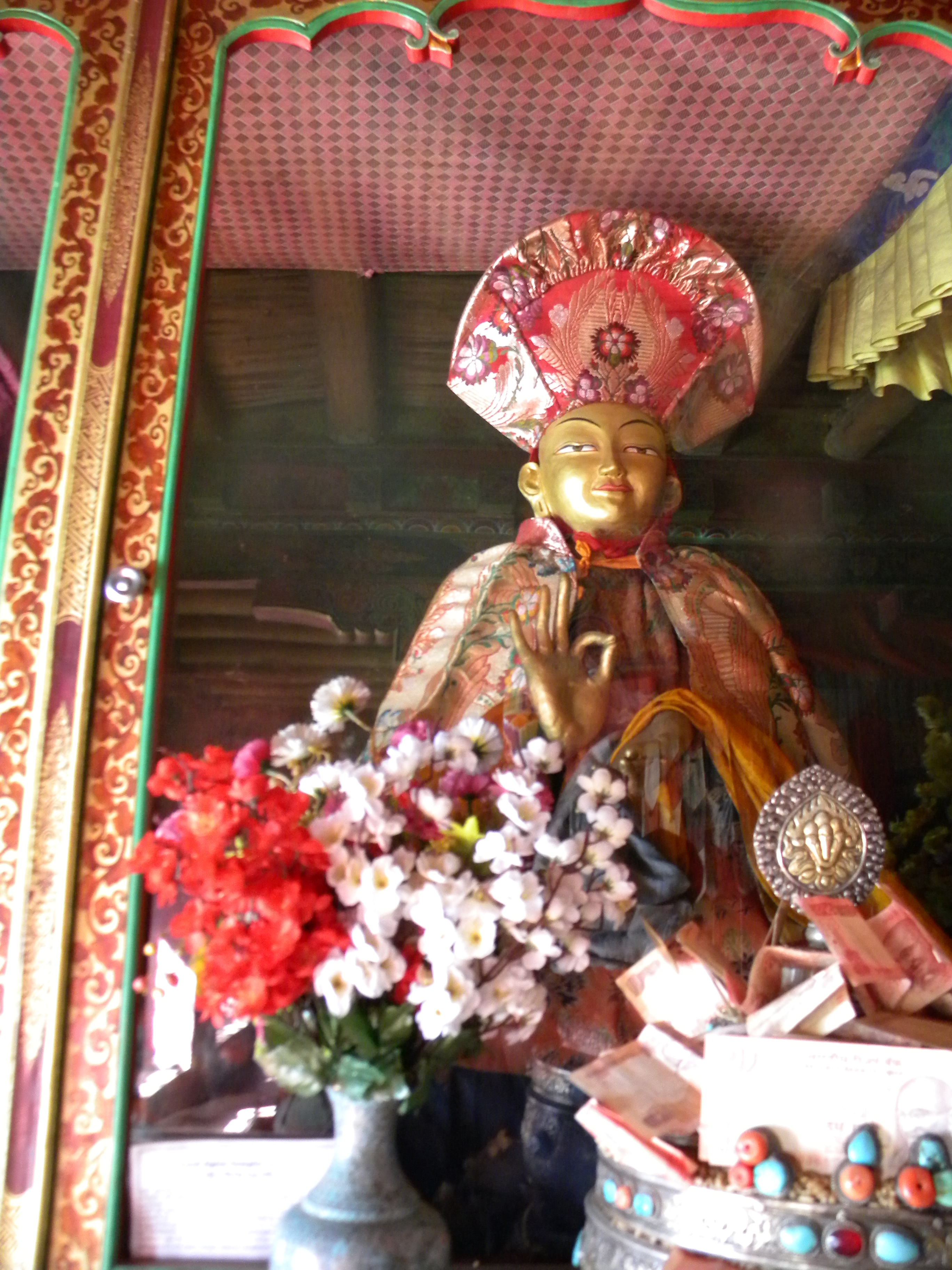
Statue de Jigten Sumgön, né en 1143

Cette page dresse une liste de personnalités nées au cours de l'année 1143 :
- 31 juillet : Nijō, 78e empereur du Japon.

- Al-Adel, ou Al-Malik al-`Âdil Sayf ad-Dîn Safadin, dit le Juste, sultan ayyoubide.
- Béatrice Ire de Bourgogne, ou Béatrice Ire de Bourgogne d'Ivrée ou Béatrix de Bourgogne-Ivrea, comtesse de Bourgogne puis impératrice du Saint-Empire et reine de Germanie.
- Jigten Sumgön (en), fondateur de la lignée Drikung Kagyu.
- Konoe Motozane, noble de cour japonais (Kugyō) de la fin de l'époque de Heian.
- Philippe d'Alsace, comte de Flandre, de Vermandois et de Valois.
- Élisabeth de Vermandois, comtesse de Vermandois et de Valois.

date incertaine (vers 1143)
- Ferry Ier de Lorraine, seigneur de Bitche qui se proclame duc de Lorraine.

## Crédit d'auteurs
- Cet article est partiellement ou en totalité issu de l'article intitulé « 1143 » (voir la liste des auteurs).